# La furia di un uomo - Wrath of Man
La furia di un uomo - Wrath of Man (Wrath of Man) è un film del 2021 diretto da Guy Ritchie.
Remake del film francese del 2004 Cash Truck (Le Convoyeur), diretto da Nicolas Boukhrief, la pellicola segna la quarta collaborazione tra il regista Ritchie e il protagonista Jason Statham dopo Lock & Stock - Pazzi scatenati (1998), Snatch - Lo strappo (2000) e Revolver (2005).

## Trama
A Los Angeles, una rapina a un furgone portavalori lascia due guardie giurate e un passante morti. Questo innesca una reazione a catena di eventi.
Cinque mesi dopo la rapina, Patrick Hill si unisce alla Fortico Security come guardia di un furgone blindato. Il suo manager Terry elogia le sue referenze e l'allenatore della compagnia "Bullet" lo soprannomina "H". Hill supera a malapena il suo addestramento e inizia in modo difficile con i suoi colleghi, tra cui "Boy Sweat" Dave e Dana Curtis. Durante un ritiro di oltre 2 milioni di dollari in contanti, Bullet viene preso in ostaggio. Hill convince un Dave in preda al panico a soddisfare le richieste dei ladri, prima di sbarazzarsi dell'intera banda con abilità di tiro esperta ed efficienza spietata. Interrogato dagli agenti dell'FBI che indagano sulla prima rapina, Hill viene assegnato al lavoro d'ufficio per precauzione, ma Blake Halls, l'amministratore delegato di Fortico, lo riporta a lavorare sul campo.
Gli investigatori lo identificano con il loro superiore, l'agente King, come qualcuno a cui l'FBI dà la caccia da 25 anni, ma King dice loro di lasciare in pace Hill. Un socio consegna a Hill un dossier con i file dei dipendenti Fortico, le foto della famiglia di Dana e il rapporto di una autopsia. Tre mesi dopo, Hill e Bullet vengono assaliti a Chinatown, ma i ladri fuggono alla vista di Hill. Bullet e Dave condividono i loro sospetti su Hill, che interroga Dana sotto la minaccia delle armi sulla sua scorta di 125.000 dollari. Afferma di aver rubato i soldi da un ritiro in un negozio di liquori e Hill mostra le sue foto dei suoi genitori, minacciandoli se nasconde informazioni.
Cinque mesi prima di entrare in Fortico, il giorno della prima rapina, Hill è con il figlio Dougie. Rivelato di lavorare con una squadra di rapinatori, Hill accetta a malincuore di monitorare il percorso del camion blindato, lasciando Dougie in macchina. Un altro gruppo di ladri dirotta il camion e individua Dougie nelle vicinanze. Tornando di corsa da suo figlio, Hill osserva mentre Dougie viene giustiziato e viene colpito a sua volta e creduto morto. Tre settimane dopo, Hill si sveglia in ospedale.
Incolpandolo per la morte di Dougie, sua moglie lo lascia. Si incontra con King, che gli fornisce un elenco di possibili sospetti e accetta di chiudere temporaneamente un occhio. Hill è in realtà Mason Hargreaves, un famigerato Signore del crimine; determinati a trovare l'assassino di Dougie, Hargreaves e i suoi uomini - guidati da Mike, Brendan e Moggy - uccidono quasi tutti sulla lista di King, senza risultati. Mike esprime le sue preoccupazioni per le ritorsioni e Hargreaves accetta di rimanere nascosto a Londra, ma invece assume l'identità di Patrick Hill e si unisce a Fortico per continuare lui stesso la caccia. È stata la stessa banda di Hargreaves a tentare la rapina a Chinatown, finché Mike non lo ha riconosciuto.
Qualche tempo prima della prima rapina, un gruppo di scontenti veterani dell'Afghanistan - Carlos, Sam, Brad, Tom, Jan e il loro ex sergente Jackson - decidono di diventare ladri. Derubano il ricco cliente di Carlos, ottenendo solo poche centinaia di migliaia di dollari. Con l'aiuto di una guardia non identificata che ha prestato servizio sotto Jackson, portano a termine una più ambiziosa rapina: un camion blindato. Successivamente, Hargreaves e i suoi uomini li aiutano a organizzare la rapina ad un furgone della Fortico; ignaro dell'identità di Hargreaves, Jan spara inutilmente alle guardie, Dougie e Hargreaves, che vede la faccia di Jan.
Cinque mesi dopo, i veterani si riuniscono per rubare oltre 150 milioni di dollari dal deposito di Fortico durante il weekend del Black Friday. Bullet rivela ad Hargreaves di essere l'uomo interno di Jackson, minacciandolo di collaborare. L'equipaggio prende in ostaggio il deposito, ma scatta un allarme; nello scontro a fuoco che ne segue, Bullet uccide Dana, Dave e Stuart, mentre Hargreaves uccide molti dei ladri. Fuggendo con Bullet e Jackson, Jan li uccide per scappare da solo con i soldi. Jan trova un telefono in uno dei sacchi di denaro, messo da Hargreaves per rintracciarne la posizione. Hargreaves lo affronta con il rapporto dell'autopsia di Dougie, sparandogli negli stessi punti in cui ha sparato a Dougie.
Abbandonando i soldi, Hargreaves dice a King che il suo compito è terminato e viene portato via da uno dei suoi uomini.

## Produzione
Nell'ottobre 2019 viene annunciato il remake del film francese del 2004 Cash Truck con Guy Ritchie alla regia e Jason Statham protagonista.
Le riprese del film sono iniziate nel novembre 2019 e si sono svolte tra Londra e Los Angeles.

## Promozione
Il primo trailer del film è stato diffuso il 29 marzo 2021.

## Distribuzione
Il film, inizialmente previsto per il 15 gennaio 2021, è stato posticipato a causa della pandemia di COVID-19, prima al 23 aprile 2021, poi definitivamente al 7 maggio 2021. In Italia arriva direttamente su Prime Video dal 27 dicembre 2021.

## Accoglienza

### Incassi
Nel primo fine settimana di programmazione nelle sale statunitensi, il film si posiziona al primo posto del botteghino con un incasso di 8,1 milioni di dollari.

### Critica
Sull'aggregatore Rotten Tomatoes il film riceve il 67% delle recensioni professionali positive con un voto medio di 6,3 su 10 basato su 259 critiche, mentre su Metacritic ottiene un punteggio di 57 su 100 basato su 38 critiche.

## Riconoscimenti
- 2022 - Critics' Choice Award[10]
  - Candidatura per il miglior film d'azione